# قائمة مؤتمرات القمة العربية
مؤتمر القمة العربية هو الاجتماع الذي يضمُّ رؤساء وملوك وأمراء الدول العربية، والذي بدأ منذ تأسيس جامعة الدول العربية، وأصبح يُعقد سنويا منذ عام 2000 في إحدى العواصم العربية وفق الترتيب الأبجدي. أول مؤتمر للقمة العربية كانَ عام 1946، بدعوة من الملك فاروق (ملك مصر آنذاك)، حيث عَقد قادة دول جامعة الدول العربية أول مؤتمر قمة في قصر أنشاص بمصر، وشاركت به الدول السبع المؤسِّسة لجامعة الدول العربية، وهي: الأردن، و‌مصر، و‌السعودية، و‌اليمن، و‌العراق، و‌لبنان، و‌سوريا. خلال أعمال هذه القمّة الأولى التي ركَّزت على القضية الفلسطينية، أعلنت الدول المشاركة عن عزمها على «التشاور والتعاون والعمل قلبًا واحدًا ويدًا واحدة»، إلى جانب ضرورة العمل بكل الوسائل المُمكنة لمساعدة الشعوب العربية التي ما تزال تحتَ الحكم الأجنبي لكي تنال حريتها وتبلُغَ أمانيها القومية بحيث تُصبح أعضاء فاعلين في أسرة جامعة الدول العربية ومنظمة الأمم المتحدة.
أمّا الاجتماع غير العادي للدول العربية فهو اجتماع طارئ يقوم به زعماء الدول العربية لفكّ وحلّ النزاعات القائمة بين العرب، وتُدرج هذه الاجتماعات في السجلات الرسمية للقمم العربية حيثُ يدرس من خلالها الزعماء العرب أسباب النزاعات للخروج بحلول ترضي الطرفين. غالبًا ما يجري خلال هذه الاجتماعات تدارس القضيّة الفلسطينيّة، كما أنّ نتائج هكذا قمم تنصُّ في الغالبِ على الدعوة إلى الإنهاء الفوري لجميع العمليات العسكرية في حالة النزاعات والسحب السريع لكلا القوتين المتنازعتين فضلًا عن إطلاق سراح المعتقلين والأسرى من كلا الجانبين وغيرها.
يضمُّ هذا الجدول قائمة مؤتمرات القمّة العربيّة على اختلافها (القمم العاديّة والطارئة باستثناء الاقتصاديّة منها) منظمةً حسبَ العُقود.
| ترتيب القمّة | التاريخ                  | القمّة               | الدولة المستضيفة |
| 1940 – 1949 | 1940 – 1949              | 1940 – 1949         | 1940 – 1949      |
| ----------- | ------------------------ | ------------------- | ---------------- |
| 1           | 28 – 29 مايو 1946        | مؤتمر الإسكندرية    | مصر              |
| 1950 – 1959 |                          |                     |                  |
| 2           | 13 – 15 نوفمبر 1956      | مؤتمر بيروت         | لبنان            |
| 1960 – 1969 |                          |                     |                  |
| 1           | 13 – 17 يناير 1964       | قمّة القاهرة         | مصر              |
| 2           | 5 – 11 سبتمبر 1964       | قمّة الإسكندرية      | مصر              |
| 3           | 13 – 17 سبتمبر 1965      | قمّة الدار البيضاء   | المغرب           |
| 4           | 29 أغسطس – 2 سبتمبر 1967 | قمّة الخرطوم         | السودان          |
| 5           | 21 – 23 ديسمبر 1969      | قمّة الرباط          | المغرب           |
| 1970 – 1979 |                          |                     |                  |
| 3           | 21 – 27 سبتمبر 1970      | مؤتمر القاهرة       | مصر              |
| 6           | 26 – 28 نوفمبر 1973      | قمّة الجزائر         | الجزائر          |
| 7           | 26 – 29 أكتوبر 1974      | قمّة الرباط          | المغرب           |
| 4           | 6 – 18 أكتوبر 1976       | مؤتمر الرياض        | السعودية         |
| 8           | 25 – 26 أكتوبر 1976      | قمّة القاهرة         | مصر              |
| 9           | 2 – 5 نوفمبر 1978        | قمّة بغداد           | العراق           |
| 10          | 20 – 22 نوفمبر 1979      | قمّة تونس            | تونس             |
| 1980 – 1989 |                          |                     |                  |
| 11          | 25 – 27 نوفمبر 1980      | قمّة عمان            | الأردن           |
| 12          | 25 نوفمبر 1981           | قمّة فاس             | المغرب           |
| 5           | 9 سبتمبر 1982            | مؤتمر فاس           | المغرب           |
| 6           | 7 – 9 أغسطس 1985         | مؤتمر الدار البيضاء | المغرب           |
| 7           | 8 – 12 نوفمبر 1987       | مؤتمر عمان          | الأردن           |
| 8           | 9 يونيو 1988             | مؤتمر الجزائر       | الجزائر          |
| 9           | 23 – 26 مايو 1989        | مؤتمر الدار البيضاء | المغرب           |
| 1990 – 1999 |                          |                     |                  |
| 10          | 28 – 30 مايو 1990        | مؤتمر بغداد         | العراق           |
| 11          | 9 – 10 أغسطس 1990        | مؤتمر القاهرة       | مصر              |
| 12          | 15 أغسطس 1991            | مؤتمر القاهرة       | مصر              |
| 13          | 22 – 23 يونيو 1996       | مؤتمر القاهرة       | مصر              |
| 2000 – 2009 |                          |                     |                  |
| 14          | 21 – 22 أكتوبر 2000      | قمّة القاهرة         | مصر              |
| 13          | 27 – 30 مارس 2001        | قمّة عمان            | الأردن           |
| 14          | 27 – 18 مارس 2002        | قمّة بيروت           | لبنان            |
| 15          | 1 مارس 2003              | قمّة شرم الشيخ       | مصر              |
| 16          | 22 – 23 مايو 2004        | قمّة تونس            | تونس             |
| 17          | 22 – 23 مارس 2005        | قمّة الجزائر         | الجزائر          |
| 18          | 28 – 29 مارس 2006        | قمّة الخرطوم         | السودان          |
| 19          | 28 – 29 مارس 2007        | قمّة الرياض          | السعودية         |
| 20          | 29 – 30 مارس 2008        | قمّة دمشق            | سوريا            |
| 21          | 30 مارس 2009             | قمّة الدوحة          | قطر              |
| 2010 – 2019 |                          |                     |                  |
| 22          | 27 – 28 مارس 2010        | قمّة سرت             | ليبيا            |
| 23          | 27 – 29 مارس 2012        | قمّة بغداد           | العراق           |
| 24          | 21 – 27 مارس 2013        | قمّة الدوحة          | قطر              |
| 25          | 25 مارس 2014             | قمّة الكويت          | الكويت           |
| 26          | 28 مارس 2015             | قمّة شرم الشيخ       | مصر              |
| 27          | 25 – 27 يوليو 2016       | قمّة نواكشوط         | موريتانيا        |
| 28          | 29 مارس 2017             | قمّة البحر الميت     | الأردن           |
| 29          | 15 أبريل 2018            | قمّة الظهران         | السعودية         |
| 30          | 31 مارس 2019             | قمّة تونس            | تونس             |
| 15          | 30 مايو 2019             | قمّة مكة المكرمة     | السعودية         |
| 2020 – 2029 |                          |                     |                  |
| 31          | 1 – 2 نوفمبر 2022        | قمّة الجزائر         | الجزائر          |
| 32          | 19 مايو 2023             | قمّة جدة             | السعودية         |
| 16          | 11 نوفمبر 2023           | قمة الرياض          | السعودية         |
| 33          | 16 مايو 2024             | قمّة البحرين         | البحرين          |
| 17          | 4 مارس 2025              | قمة القاهرة         | مصر              |
| 34          | 17 مايو 2025             | قمّة بغداد           | العراق           |

## القمم الاقتصاديّة
هذه قائمةٌ بالقمم الاقتصاديّة التي عقدها العرب.
| التاريخ                    | القمّة                      | الدولة المستضيفة           |
| قائمة المؤتمرات الاقتصاديّة | قائمة المؤتمرات الاقتصاديّة | قائمة المؤتمرات الاقتصاديّة |
| -------------------------- | -------------------------- | -------------------------- |
| 19 – 20 يناير 2009         | قمة الكويت الاقتصادية      | الكويت                     |
| 19 – 20 يناير 2011         | قمة مصر الاقتصادية         | مصر                        |
| 21 – 22 يناير 2013         | قمة الرياض الاقتصادية      | السعودية                   |
| 20 يناير 2019              | قمة بيروت الاقتصادية       | لبنان                      |
| 17 مايو 2025               | قمة بغداد الاقتصادية       | العراق                     |